# Béni-Mellal
Beni-Mellal (Berbers:ⴰⵢⵜ ⵎⵍⵍⴰⵍ) is een stad in het centrum van Marokko in Tadla-Azilal. De stad ligt ten zuidoosten van Casablanca en ten oostnoordoosten van Marrakesh. Bij een volkstelling in 2014 werden er 192.676 inwoners geteld.
De stad ligt in het Atlasgebergte - de Midden Atlas. Omdat het vrij ver landinwaarts ligt en afgeschermd is door het Atlasgebergte heeft de stad een landklimaat: erg warm of heet in de zomer en koud in de winter. Beni Mellal heeft een centrumfunctie voor de omliggende regio, waaronder de handel van agrarische producten uit de omgeving zoals sinaasappelen, olijven, vijgen enz.
Béni-Mellal biedt goede verbindingen met Casablanca, Fez en Marrakesh. Om de bestaande route nationale N11 te ontlasten is in 2010 begonnen met de aanleg van een nieuwe snelweg, de A8.
Daarnaast is de nationale spoorwegmaatschappij ONCF bezig met het doortrekken van de spoorlijn vanuit het nabijgelegen Oued Zem.
Kort bij Beni Mellal is de waterval van Ouzoud gelegen, deze waterval is een van de toeristische hoogtepunten in deze omgeving. Ook de 17e-eeuwse kasba Bel Kush is een toeristische trekpleister in de verder vrij moderne stad.